# Марксцелль
Марксцелль (нім. Marxzell) — громада в Німеччині, знаходиться в землі Баден-Вюртемберг. Підпорядковується адміністративному округу Карлсруе. Входить до складу району Карлсруе.
Площа — 34,92 км2. Населення становить 4928 ос. (станом на 31 грудня 2020).